# 大斑南乳魚
大斑南乳魚（学名：Galaxias maculatus）為輻鰭魚綱胡瓜魚目南乳魚科的其中一種，分布於塔斯馬尼亞島、豪勳爵島、查塔姆群島、智利、火地島等的淡水、半鹹水、海水域，主要棲息在河川、湖泊，體長可達19公分，屬肉食性，以昆蟲、甲殼類等為食，繁殖期時會進行洄游，可做為食用魚。
其种加词“maculatus”意为“有斑点、斑块、斑纹的”。